# Страна (геометрия)
Вижте пояснителната страница за други значения на страна.
Страна в геометрията може да се отнася за две различни понятия според вида фигура, за която се отнася.

## В равнината
Когато се визира двуизмерна (равнинна) геометрична фигура, страна е всяка една линия, която свързва външните съседни върхове на многоъгълник, като по този начин го очертава в равнината. Вместо това значение на страна се използва и ръб.

## В пространството

### Триизмерно
Когато се описва триизмерна (стереометрична) фигура, страна е всяка една повърхнина на многостен, ограничена от ръбовете му. В това значение вместо страна се използва и стена. В елементарната геометрия страна (стена) е всеки един многоъгълник от тези, които формират даден многостен.

### Четириизмерно
Клетка е аналогът на стена за четириизмерните тела, като за правилните понякога се използват названията „N-клетъчник“, например стоидвадесетоклетъчник и др.

### Ойлерова характеристика
Ойлеровата характеристика формулира връзката между броя върхове (B), ръбове (P) и страни (C) на всеки многостен, от което се получава формулата на Ойлер за изпъкнали многостени:
{\displaystyle B-P+C=2}
Така например кубът има 8 върха, 12 ръба и 6 страни (8−12+6=2).